# Матвеева, Лидия Михайловна
Ли́дия Миха́йловна Матве́ева (4 апреля 1925 — 10 ноября 1941) — юная героиня Великой Отечественной войны, замучена и повешена фашистами 10 ноября 1941 года.

## Биография
Родилась 4 апреля 1925 года в городе Ленинграде. Проживала вместе с мамой и сестрой Женей. Училась в ленинградской средней школе №9 Смольнинского района по улице Калашниковская набережная. В летний период приезжала погостить к бабушке в деревню Иваново Рузского района. В 1941 году также находилась в Подмосковье, отдыхала вместе с двоюродной сестрой Екатериной. 
26 октября 1941 года немецкие войска вошли в деревню 26 октября. В конце ноября к населённому пункту подошли два танка из соединения под командованием Л. М. Доватора, проводившие разведку, ведомые экипажами старшины Ивана Мороза и сержанта Алексея Сенцова. На одной из улиц навстречу танкам выбежала девушка, Лида Матвеева, которая предупредила об опасности.
По некоторым данным сами фашисты заметили девушку, предупреждавшую танкистов, по другим — её им сдал один из местных жителей. 10 ноября 1941 года немцы арестовали Лиду, жестоко избив, и повесили на развесистой липе у сельсовета. Трое суток фашисты не разрешали снять тело. Отступая, они бросили тело юной девушки в горящий дом. 
Лиду похоронили в больничном саду местные жители. После войны захоронение перенесли в сквер около клуба, где установили белый мраморный обелиск.

## Память
- Имя юной героини Лиды Матвеевой было занесено в Книгу почёта Московской Областной пионерской организации им. В. И. Ленина.
- В центре деревне Иваново, на месте захоронения Лиды, установлен белый мраморный обелиск.